# Wir retten Leben, sagt mein Vater
Wir retten Leben, sagt mein Vater ist der Titel eines Jugendbuchs des flämischen Autors Do van Ranst. Es erschien 2006 im Carlsen-Verlag, übersetzt von Andrea Kluitmann.
Das Buch erschien 2004 unter dem Titel Mijn vader zegt dat wij levens redden. Es gewann 2004 den Literaturpreis der Stadt Knokke-Heist in der Kategorie Bestes Jugendbuch und 2007 den Deutschen Jugendliteraturpreis in der Kategorie Jugendbuch / Kritikerjury.

## Inhalt
Die namenlose Ich-Erzählerin lebt mit ihren Eltern und ihrer greisen Großmutter in einem Häuschen an einer scharfen Kurve, 1500 Meter vor einer unfertigen, halben Brücke, „dort, wo alles endet“, wie ihre Mutter zu sagen pflegt. Immer wieder schafft ein Auto die Kurve nicht und rast ins Haus. Die Eltern des erzählenden Mädchens streiten sich ständig, die Großmutter ist seit dem Tod des Großvaters verstummt. Die beste Freundin der Erzählerin ist lesbisch und besitzt einen Gecko und verursacht ebenfalls Probleme. Die Verletzten, die an ihrem Haus Unfälle haben, werden von der Familie versorgt, so auch Zack, ein junger Mann, den die Erzählerin versucht zu verführen, auch um seine Geschichte und ihre eigene sexuelle Einstellung herauszufinden.

## Kritiken
- Lakonisch und mit viel Humor erzählt Do van Ranst eine tragikomische Geschichte. Die 48 kurzen Kapitel erscheinen dem Leser wie skizziert, die einzelnen Szenen werden oft nur angerissen. Die Ich-Erzählerin spricht den Leser teilweise sogar direkt an, wodurch er sich unmittelbar mit ihrer Welt konfrontiert fühlt. Mit...Unbekümmertheit erzählt sie von den... tragischen Geschehnissen.[1]
- ...eine tragikomische Geschichte über das Erwachsenwerden. Über erste sexuelle Erfahrungen, die Suche nach Nähe und Liebe, seinen Platz im Leben, über unerfüllte Sehnsüchte...Ein sehr einfühlend erzählter Adoleszenzroman, originell und authentisch zugleich.[2]
- Aus der Jurybegründung: ...Do van Ranst gelingt eine bestechend komische und originelle Fabel, die Familiengeheimnisse und kompakte Lügengeschichten originell zu skizzieren vermag. Seine familiäre Versuchsanordnung ist eine höchst amüsante und zugleich tiefgründige Inszenierung. Sie versinnbildlicht nicht nur die Qualen des Erwachsenwerdens, sondern auch die verkapselten Leidenschaften ihrer pointiert gezeichneten Charaktere...[3]